# Jean de La Fontaine
Jean de La Fontaine (Château-Thierry, 8. srpnja 1621. – Pariz, 13. travnja 1695.), francuski književnik iz XVII. stoljeća
Ogledao se u svim književnim rodovima, a glavna su mu djela "Basne i bajke", "Pripovijesti u stihu". Od antičkih pisaca preuzeo je okosnicu, a basnu osvježuje elementima drame, satire i poezije. Životinje njegovih basni kriju pod svojom kožom sve ljudske slabosti. Njegove basne vrlo su poznate i smatraju se remek djelima svjetske književnosti. Inspirirane su Ezopom, Horacijem i staroindijskom književnosti kao Pančantantra.
Prvo djelo od 124 basne izašlo je 31. ožujka 1668. godine pod nazivom "Izabrane basne", a bile su posvećene Luju, Velikom Dauphinu, sinu Luja XIV. Basne su bile jako dobar izbor za čitanje: imale su ritam, pisane su u rimi, prirodne i lake za čitanje, tipično francuske. Njegove basne nisu samo štivo za djecu već i za odrasle. U njegovim basnama često stradaju dobri (jer nisu dovoljno lukavi), a pobjeđuju pametni i spretni (makar bili i zli). Obrazovaniji ljudi su uspjeli i citirati stotine La Fontaineovih rečenica. Poštanske marke s njegovom slikom i njegovim basnama izdane su 1995. godine u Francuskoj.
U intervalima tijekom života izašle su ostale edicije njegovih basni. Posljednja je izašla 1693. godine. Član Académie française (Francuske akademije) postao je 1683. godine. 